# Robert Priebsch
Robert Priebsch (Tanvald, 11 giugno 1866 – Perchtoldsdorf, 25 maggio 1935) è stato un filologo tedesco.

## Biografia
Dal 1898 al 1931 fu professore presso l'University College di Londra. Con uno dei suoi studenti, W. E. Collinson; pubblicò The German Language (1934).
Pubblicò anche Deutsche Handschriften in England (Erlangen 1896-1901) opera del settore.
La sua vasta collezione di libri e manoscritti fu lasciata a sua figlia Hannah e a suo figlio August Closs; la collezione comprendeva 2300 volumi del XVII-XIX secolo, che ora si trovano nell'Istituto di studi germanici e romanze a Londra.
La sua corrispondenza con Elias von Steinmeyer fu curata e pubblicata da suo figlio Closs.

## Opere principali
- Robert Priebsch-Elias von Steinmeyer: Briefwechsel. Ausgewahlt und herausgegeben von August Closs (Berlin: Erich Schmidt, 1979)